# Araeomorpha limnophila
Araeomorpha limnophila là một loài bướm đêm trong họ Crambidae.